# Neobidessus bokermanni
Neobidessus bokermanni är en skalbaggsart som beskrevs av Young 1981. Neobidessus bokermanni ingår i släktet Neobidessus och familjen dykare. Inga underarter finns listade i Catalogue of Life.